# Tepeyollotl

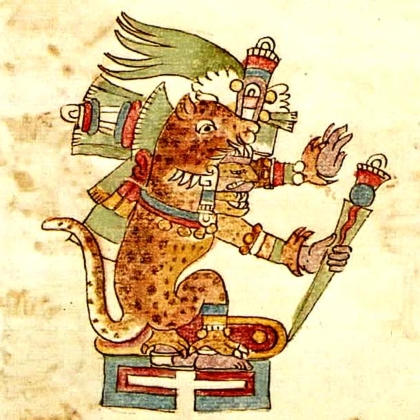
Representação da Divindade

Tepeyollotl (em Nahuatl : tepeyollotl  'coração da montanha'  tépetl, monte, montanha, colina; yóllotl, coração) na cultura mexica, é o deus das montanhas, dos ecos e dos tremores também o patrono do onças. Tepeyollotl é considerado o deus em forma de onça que corresponde a uma das manifestações do deus Tezcatlipoca, conclusão a que se chega por sua representação física, pois traz consigo o espelho fumegante e a característica anauatl ou peitoral de a imagem de Tezcatlipoca. Ele também é conhecido como o deus dos terremotos e dos distúrbios sísmicos, segundo o intérprete do Codex Telleriano-Remensis, cujo nome é desconhecido. Ele afirma que seu nome original era Tepeolotlec, referindo-se à "condição da terra após o dilúvio" e seu nome significava "sacrifícios de terra" e "deus dos animais". Quanto ao significado mais conhecido de seu nome como "Coração da Montanha", uma alegoria é feita do som que está na terra.

## Representação física
De acordo com descobertas arqueológicas, pictográficas e escritas, é dito que Tepeyóllotl é uma representação de uma personalidade alternativa do deus Tezcatlipoca, uma vez que certos elementos físicos foram encontrados em Tepeyollotl que são característicos de Tezcatlipoca. Ressaltando que seu elemento mais característico é o uso de pele de onça, o animal preferido de Tezcatlipoca.
Os elementos que compõem a imagem de Tepeyollotl são:
1. Traje de jaguar
2. Bandagens horizontais no rosto
3. Pintura facial vertical de duas cores
4. Barba
5. Argola nasal turquesa
6. Botão ou haste no nariz
6. Bandagem na testa
7. Espelho na têmpora
8. Cocar de penas de garça
9. Cocar de penas amarelas
10. Cocar de penas de quetzal
11. Fechadura suspensa
12. Protetor auricular redondo
13. Colar com sinos
14. Espelho como um peitoral
15. Tanga
16. Facas ao redor do corpo
17 Presença de olhos de estrelas na cabeça
18. Presença de conchas
19.Martelos de ágave ou osso.

## Tepeyollotl e "o eco"
Um elemento importante do Tepeyóllotl mencionado pelo autor Guilhem Olivier citando o Códice Telleriano-Remensis e no Códice Vaticano-Latino o significado e a interpretação que foi dado ao “eco” com o qual eles o definem em vários textos: “No Códice Telleriano-Remensis: "Este Tepeolotle (divindade) é igual ao estrondo da voz quando ronca em vales de vossa colina a outra" e no Códice Vaticano-Latino (3738) “... o Coração da Montanha, que é o eco ou reverberação da voz que reverbera na montanha. Guilhem Olivier analisa as consequências de ouvir o fenômeno sonoro, já que os habitantes que o ouviram se referiram ao rugido da onça como algo aterrorizante do que para quem o ouviu foi um sinal de má sorte que precedeu a morte,miséria e doença. A análise feita por Olivier foi confirmada pelo intérprete do Códice Vaticano-Latino  3738, que afirmou que “... o jaguar é um animal muito terrível e eles o tinham como um mau prognóstico e o pior de tudo, os ecos de a voz porque eles dizem que isso significa o sinal ".

## Mito
O Tezcatlipoca Negro governa o primeiro mundo, o sol da terra, povoado por uma raça de gigantes. Tão poderosos são esses gigantes que simplesmente arrancam árvores com as próprias mãos. Brandindo um cajado, Quetzalcóatl joga Tezcatlipoca nas profundezas do mar. Erguendo-se do fundo do oceano, Plague torna-se um enorme jaguar, que ainda hoje pode ser visto transformado na constelação da Ursa Maior. Após seu retorno, a raça dos gigantes é completamente devorada pelos ferozes onças. Quetzalcóatl governa a próxima criação, o vento sol. Este mundo é destruído por Tezcatlipoca, que derrota Quetzalcóatl derrubando-o. Como resultado, Quetzalcóatl e seu povo são levados pelos fortes ventos do México.

## O significado do Jaguar
Os antigos maias relacionam a onça-pintada com "o sol noturno", o que nos remete ao mito da queda de Tezcatlipoca, que após entrar na água e emergir em forma de onça. Da mesma forma, a pele do jaguar tinha um significado importante para os nativos, pois lembrava o céu estrelado; “Os maias de Yucatán usam a mesma palavra ek para nomear as estrelas e as manchas na pele do jaguar. Às vezes nomeia o felino ekel enquanto as totonacas chamam stáku-nisin, ou seja, "estrela jaguar". São conhecidas diferentes conotações que foram atribuídas ao Tepeyollotl de acordo com a cultura e o lugar de que é falado, por exemplo: no estado de Chiapas Tepeyollotl é "Uotan" que significa "Coração" e que está relacionado com o som do estrondo da terra durante os terremotos. Em Chalcatzingo, as onças são representadas acompanhadas de plantas, principalmente na cultura olmeca, aludindo à terra e à relação entre ela e a onça. Também é comum ouvir que Tepeyollotl estava associado ao sol noturno, ou seja, ao pôr do sol. Segundo crenças indígenas, a onça era considerada o animal mais ousado e aquele que se movia durante a noite e quanto ao sol noturno, a passagem do dia para a noite é interpretada como um fim do ciclo, que neste caso se refere ao queda de Tezcatlipoca.

## Relação com outras divindades
Existem outros deuses com os quais foram identificadas semelhanças como: Tezcatlipoca Vermelho, Quetzalcóatl e até mesmo com o deus da chuva Tlaloc, a relação que se estabelece com a Tláloc deve-se aos adornos que têm em comum, por exemplo: as orelheiras redondas, a ligadura na testa, a tanga, em alguns casos a capa e principalmente o toucado que se caracteriza por ter um alto nível de detalhe e elaboração muito semelhante ao da Tláloc. Quanto ao Quetzalcóatl, as semelhanças podem ser encontradas em elementos como: a tanga, as orelhas e o peitoral em forma de concha. Uma característica importante de Tepeyollotl é que, ao contrário de outros deuses, não foi atribuído a ele um local específico de residência, já que sua localização poderia ir do céu noturno às profundezas da terra.